# Okarina
Okarina (tal. oca, occarina) je puhačko glazbalo duguljasta okruglog oblika koji podsjeća na ptičju glavu. Najčešće se izrađuje od terakote (pečene gline) ili porculana. Pripada skupini labijalnih svirala, poznatih u mnogim folklornim tradicijama diljem svijeta, od Latinske Amerike do Kine. U Europu su ju donijeli španjolski konkvistadori kao svojevrstan suvenir iz Novoga svijeta. U našim je krajevima poznata od početka 20. stoljeća. Tonski opseg joj je uglavnom oktava (kod nekih novijih modela i decima), a relativno je dublji ili viši zavisno od veličine sâmoga glazbala. Prebiranjem jagodicama prstiju po rupicama dobiva se željeni ton, a glazbalo se pri tome pridržava palčevima.

## Vanjske poveznice

### Sestrinski projekti
|  | Zajednički poslužitelj ima još gradiva o temi Okarina |

### Mrežna sjedišta
- Ocarina di Budrio – službene stranice (tal.) (engl.)
- Ocarina Forest.com – Povijest okarine  Arhivirana inačica izvorne stranice od 13. ožujka 2013. (Wayback Machine) (engl.)
- Österreichisches Musiklexikon (Online) – Okarina (njem.)
- Web stranice posvećene okarini (njem.)
- Dnevni Kulturni Info – Četiri okarine za kraj Zagrebačkih ljetnih večeri  Arhivirana inačica izvorne stranice od 24. ožujka 2014. (Wayback Machine)